# چاه‌های تلا لافت
چاه‌های تلا لافت مربوط به دوران‌های تاریخی پس از اسلام است و در روستای لافت جزیره قشم استان هرمزگان واقع شده است.
این اثر در تاریخ ۲۷ دی ۱۳۷۷ با شمارهٔ ثبت ۲۱۹۵ به‌عنوان یکی از آثار ملی ایران به ثبت رسیده است.
چاه در واقع زیرمجموعه‌ای از کولغ‌ها هستند با این تفاوت که عمق بیشتری دارند
چاه‌های تلا در بندر لافت در پشت قلعه نادری واقع شده‌اند.
این چاه‌ها در درون یک گودال بزرگ قرار دارند که شیب عمومی تپه‌های سنگی پیرامون روبه گودال دارد
البته تعدادی از چاه‌ها نیز در بالای گودال و روی شیب نسبتاً آرام شرق گودال واقع شده‌اند.
گفته می‌شود تعداد این چاه‌ها در گذشته به تعداد روزهای سال کبیسه ۳۶۶ چاه بوده است که شیب۲۶۶ تا از آنها به مرور زمان پر شده و در حال حاضر در حدود ۱۰۰ چاه باقی مانده است.
عمر آن در حدود ۴۰۰ سال بوده و در سال ۹۷۶ ه‍.ش به دستور حاکم وقت لافت خواجه کریم برای جبران کمبود آب و نجات مردم از کم‌آبی توسط غلامان او حفر شده است.
چاه‌های لافت در تخته سنگ حفر شده و هنگام بارندگی چون شیب عمومی تمام تپه‌های پیرامون روبه گودال است تمام چاه‌ها پر از آب می‌شود.
برداشت آب از چاه‌ها تقریباً در تمام طول سال جریان دارد
چاه‌های داخل گودال به طور متوسط ۲ تا ۳/۵ متر و چاه‌های بالای گودال بین ۵ تا ۶ متر عمق دارند. زنان و دختران با کوزه (جهله) و سطل و دبه آب می‌برند و مردان با کندیل (کندر) چوبی که بر دوش می‌گذارند و از دو سمت آن سطل با طناب آویخته شده است.
در بیرون از این مجموعه در قسمت پشت که آبادی لافت آغاز می‌شود چند چاه دیگر نیز وجود دارد. این چاه‌ها آب لب شور دارند که برای احشام استفاده می‌شود
این مجموعه چاه‌ها در گذشته میرآب داشتند و این میراب‌ها هم از بین زنان انتخاب می‌شدند و بیشتر نیز پیرزنان لافتی بودند و هنوز اهالی آخرین میراب‌ها را در یاد دارند از جمله این میراب‌ها می‌توان از شریفه بشیر و کتی تی نام برد. میراب‌ها بر کار برداشت آب از چاه‌های تلا نظارت کامل داشتند و در سالهای کم‌آبی سعی می‌کردند آب چاه‌ها را به نسبت مساوی بین مردم لافت تقسیم کنند.
نظافت چاه‌ها در گذشته بر عهده تمام مردم لافت بود و در سالهای اخیر نیز افرادی مسئول این کار بودند از جمله این افراد محمد صابرپور بود که زحمات زیادی در این زمینه انجام می‌دادند.
در مناطق دیگر اکثراً چاه‌ها نام خود را از حداث کنندهای خود می‌گیرند ولی چاه‌های تلا نام خود را از شکل و ویژگی‌های دیگری که برای آنها قائل بودند گرفته‌اند